# Sotades platypus
Sotades platypus là một loài bọ cánh cứng trong họ Cerambycidae.